# لوکاس پوسینی‌ری
لوکاس پوسینی‌ری (انگلیسی: Lucas Pusineri؛ زادهٔ ۱۶ ژوئیهٔ ۱۹۷۶) بازیکن فوتبال اهل آرژانتین است.
از باشگاه‌هایی که در آن بازی کرده‌است می‌توان به باشگاه فوتبال ریور پلاته، باشگاه ورزشی سن لورنسو آلماگرو، باشگاه اتلتیکو ایندپندینته، و باشگاه فوتبال ساترن رامنسکویه اشاره کرد.